# Населённые пункты Киясовского района

Карта Киясовского района с центрами поселений

Муниципальное образование «Киясовский район» включает в себя 34 населённых пунктов: 8 сельских поселений в составе 9 сёл, 23 деревни и 2 починка.
Административный центр района — село Киясово.

## Перечень населённых пунктов
Далее приводится список населённых пунктов по муниципальным образованиям, в которые они входят. Жирным шрифтом выделены административные центры поселений.

### Муниципальное образование «Ермолаевское»
- село Ермолаево
- починок Верхняя Малая Салья
- починок Нижняя Малая Салья
- деревня Старая Салья
- деревня Кады-Салья
- деревня Кумырса

### Муниципальное образование «Ильдибаевское»
- село Ильдибаево
- деревня Малое Киясово
- деревня Сутягино
- деревня Чувашайка
- деревня Михайловск

### Муниципальное образование «Карамас-Пельгинское»
- деревня Карамас-Пельга
- деревня Байсары
- деревня Унур-Киясово

### Муниципальное образование «Киясовское»
- село Киясово
- деревня Игрово
- деревня Санниково

### Муниципальное образование «Лутохинское»
- деревня Лутоха
- деревня Калашур
- деревня Дубровский
- деревня Сабанчино

### Муниципальное образование «Мушаковское»
- село Мушак
- деревня Тавзямал

### Муниципальное образование «Первомайское»
- село Первомайский
- деревня Аксарино
- деревня Шихостанка
- село Яжбахтино
- деревня Косолапово

### Муниципальное образование «Подгорновское»
- село Подгорное
- деревня Атабаево
- село Данилово
- деревня Троеглазово
- село Тимеево
- деревня Пушин Мыс